# بيغازانو
بيغازانو (بالأيطالية: Pigazzano) هي فراتسيوني من كومونا من ترافو (محافظة بياتشينزا) في منطقة إميليا-رومانيا الإيطالية، تقع على بعد حوالي 24 كم جنوب غرب مدينة بياتشينزا.

## الجغرافيا
وتقع القرية على تلة بانورامية على بعد 8 كم في شمال ترافو, بالقرب من وادي نهرتريبيا وبلدة ريفرغارو. أقرب المراكز بوفالورا وسامياغو. تعدين البلاتين يسيطر على التلال المحيطة مثل جبل بيليرون (596 amsl).

## المناسبات
ابتداء من عام 2003 ، جمعية آمشي دي بيغازانو (أصدقاء ب.) تنظم أحتفالاً سنوياً أسمه بيغازانو سوتو لي ستيل. (ب. تحت النجوم), الذي يستمر لثلاثة أيام ويقام في أيام انتقال العذراء.

## معرض الصور

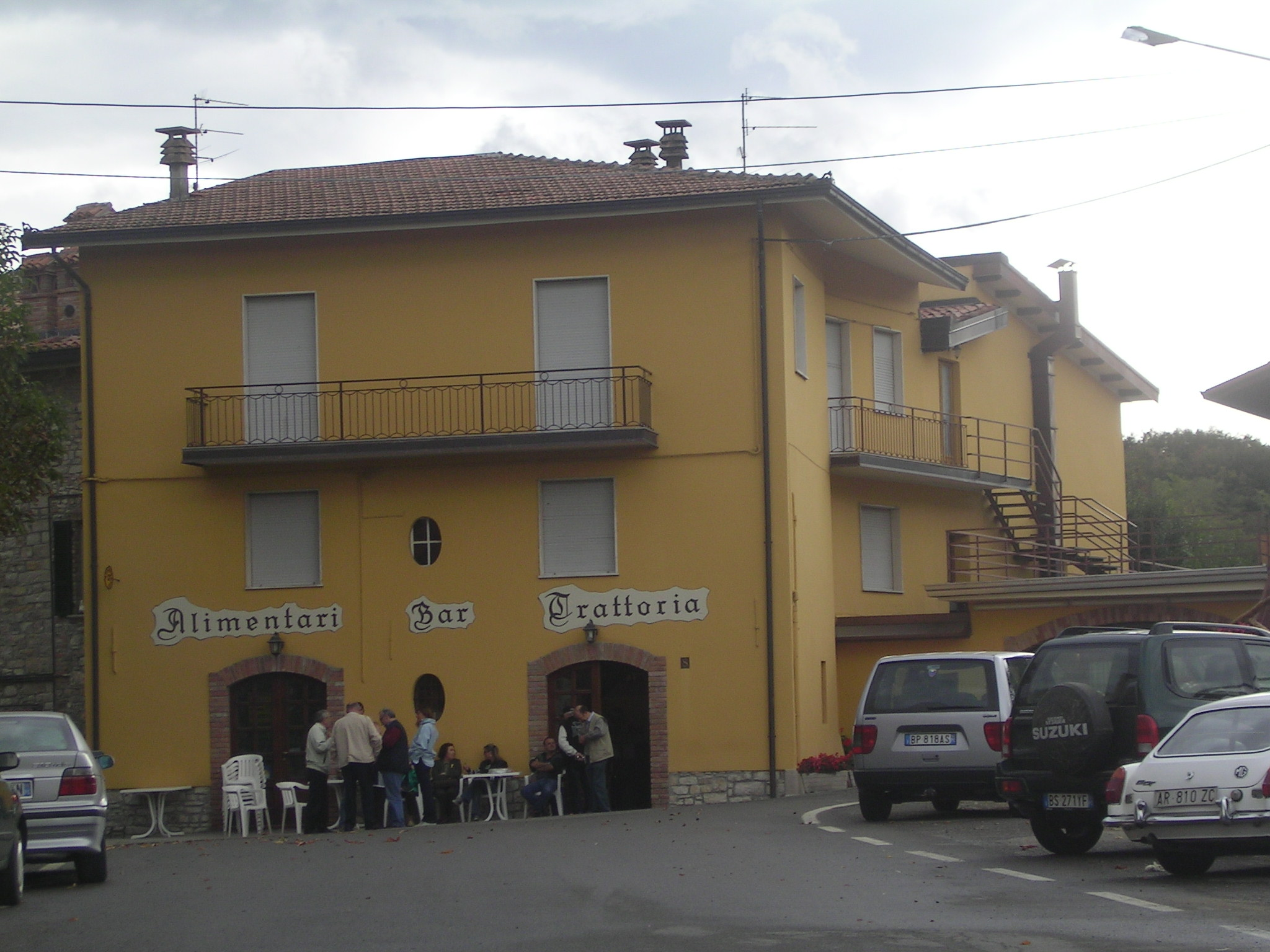
مركز القرية
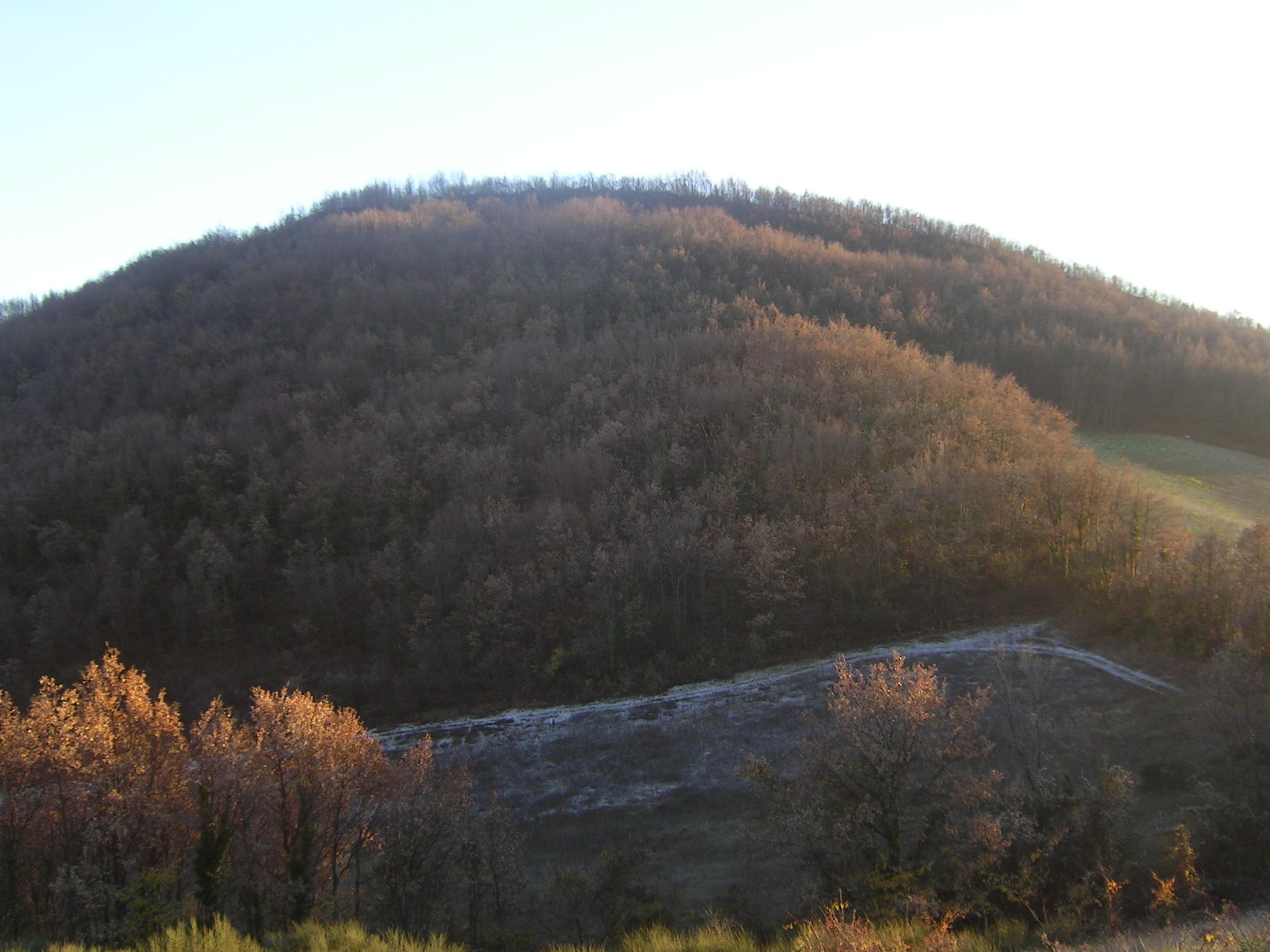
جبل Pillerone

## وصلات خارجية
- (بالإيطالية)

موقع بلدية ترافو